# Berlin-Marathon 2003
| 30. Berlin-Marathon    | 30. Berlin-Marathon          |
| ---------------------- | ---------------------------- |
| Stadt                  | Berlin, Deutschland          |
| Datum                  | 28. September 2003           |
| Distanz                | 42,195 Kilometer             |
| Sieger                 |                              |
| Männer                 | Paul Tergat (2:04:55 h)      |
| Frauen                 | Yasuko Hashimoto (2:26:32 h) |
| ← Berlin-Marathon 2002 | Berlin-Marathon 2004 →       |
| Website                | Offizielle Website           |

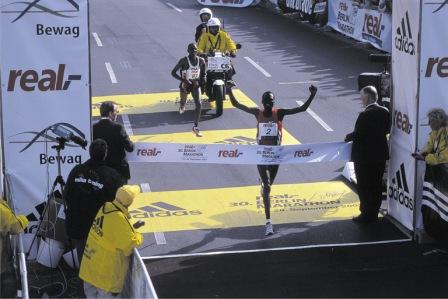
Paul Tergat 2003 beim Zieleinlauf in Berlin

Der Berlin-Marathon 2003 (offiziell: Real Berlin-Marathon 2003) war die 30. Ausgabe der jährlich stattfindenden Laufveranstaltung in Berlin, Deutschland. Der Marathon fand am 28. September 2003 statt.
Bei den Männern gewann Paul Tergat in 2:04:55 h nur eine Sekunde vor seinem eigentlich als Tempomacher engagiertem Landsmann Sammy Korir, bei den Frauen Yasuko Hashimoto in 2:26:32 h.

## Ergebnisse

### Männer
| Platz | Athlet                    | Land      | Zeit (h)   |
| ----- | ------------------------- | --------- | ---------- |
| 01    | Paul Tergat               | Kenia     | 2:04:55 WR |
| 02    | Sammy Korir               | Kenia     | 2:04:56    |
| 03    | Titus Munji               | Kenia     | 2:06:15    |
| 04    | Andrés Espinosa           | Mexiko    | 2:08:46    |
| 05    | Raymond Kipkoech Chemwelo | Kenia     | 2:09:22    |
| 06    | Kazuhiro Matsuda          | Japan     | 2:09:50    |
| 07    | Kurao Umeki               | Japan     | 2:09:52    |
| 08    | Andre-Luis Ramos          | Brasilien | 2:09:59    |
| 09    | Makhosonka Fika           | Südafrika | 2:10:16    |
| 10    | Francisco Caballero       | Spanien   | 2:10:44    |

### Frauen
| Platz | Athletin             | Land                   | Zeit (h) |
| ----- | -------------------- | ---------------------- | -------- |
| 01    | Yasuko Hashimoto     | Japan                  | 2:26:32  |
| 02    | Emily Chepar Kimuria | Kenia                  | 2:28:18  |
| 03    | Ornella Ferrara      | Italien                | 2:28:28  |
| 04    | Ana Dias             | Portugal               | 2:28:49  |
| 05    | Alina Iwanowa        | Russland               | 2:29:00  |
| 06    | Monika Drybulska     | Polen                  | 2:29:58  |
| 07    | Fumi Murata          | Japan                  | 2:30:15  |
| 08    | Liz Yelling          | Vereinigtes Königreich | 2:30:58  |
| 09    | Adelia Elias         | Portugal               | 2:34:07  |
| 10    | Dagmar Rabensteiner  | Österreich             | 2:34:35  |